# Phytoliriomyza depricei
Phytoliriomyza depricei är en tvåvingeart som beskrevs av Stéphanie Boucher och Wheeler 2001. Phytoliriomyza depricei ingår i släktet Phytoliriomyza och familjen minerarflugor.
Artens utbredningsområde är Yukon. Inga underarter finns listade i Catalogue of Life.